# Municipio de York (condado de Tuscarawas)
El municipio de York (en inglés: York Township) es un municipio ubicado en el condado de Tuscarawas en el estado estadounidense de Ohio. En el año 2010 tenía una población de 1351 habitantes y una densidad poblacional de 22,06 personas por km².

## Geografía
El municipio de York se encuentra ubicado en las coordenadas 40°26′37″N 81°30′17″O / 40.44361, -81.50472. Según la Oficina del Censo de los Estados Unidos, el municipio tiene una superficie total de 61.24 km², de la cual 61,17 km² corresponden a tierra firme y (0,11 %) 0,07 km² es agua.

## Demografía
Según el censo de 2010, había 1351 personas residiendo en el municipio de York. La densidad de población era de 22,06 hab./km². De los 1351 habitantes, el municipio de York estaba compuesto por el 98,45 % blancos, el 0,07 % eran afroamericanos, el 0,22 % eran amerindios, el 0,15 % eran de otras razas y el 1,11 % eran de una mezcla de razas. Del total de la población el 0,52 % eran hispanos o latinos de cualquier raza.